# Wesmaelius sufuensis
Wesmaelius sufuensis is een insect uit de familie van de bruine gaasvliegen (Hemerobiidae), die tot de orde netvleugeligen (Neuroptera) behoort. 
Wesmaelius sufuensis is voor het eerst wetenschappelijk beschreven door Tjeder in 1968.